# Colletes cardiurus
Colletes cardiurus är en biart som beskrevs av Cockerell 1946. Colletes cardiurus ingår i släktet sidenbin, och familjen korttungebin. Inga underarter finns listade i Catalogue of Life.